# Менсінгевер
Менсінгевер (нід. Mensingeweer) — село в нідерландській провінції Гронінген. Входить до муніципалітету Гет-Гогеланд.
Його площа становить 0,25км², а населення станом на 2021 рік складало 135 осіб.
Перша згадка про населений пункт датується 1371 роком.

## Галерея

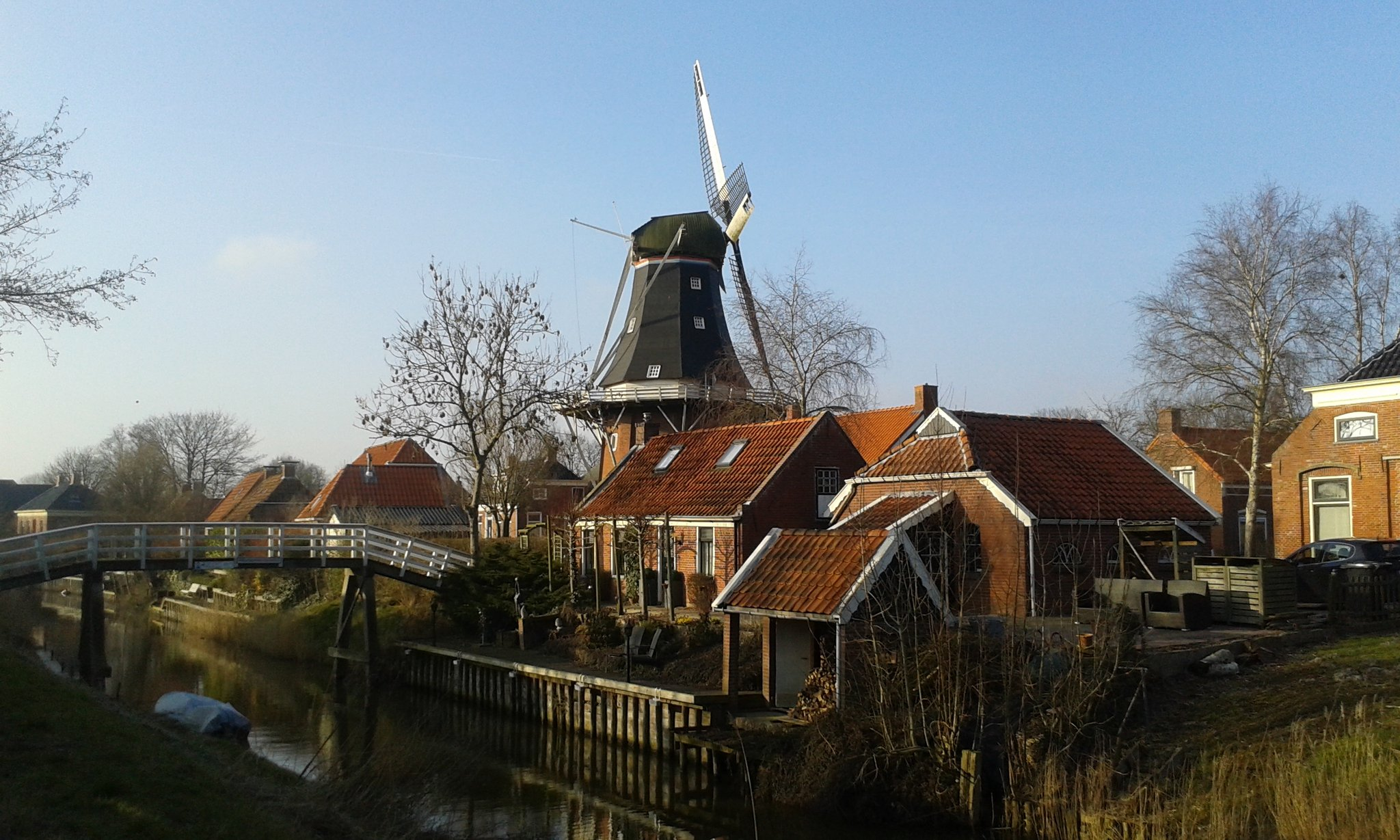
Сільська панорама з вітряком Hollands Welvaart
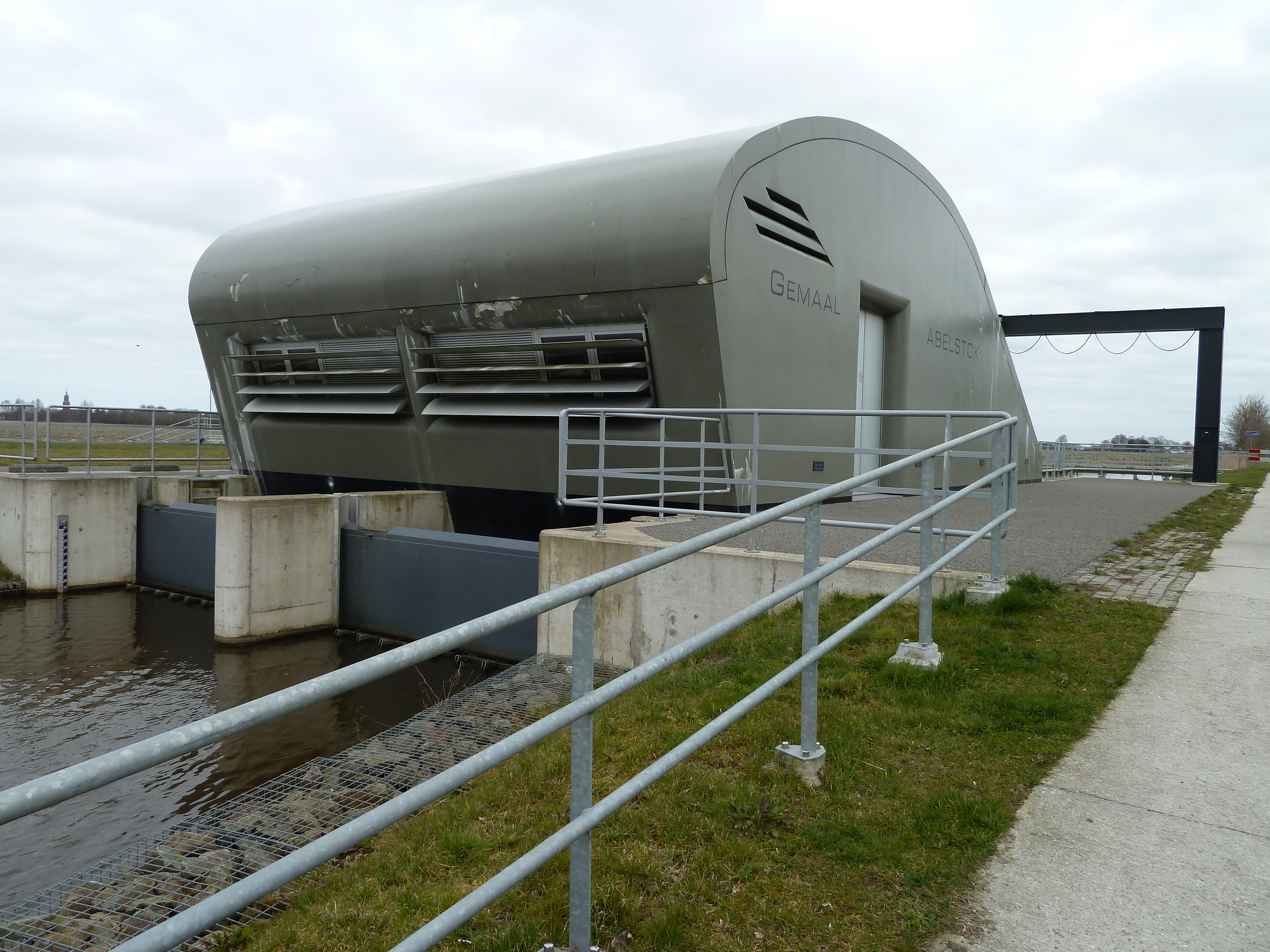
Насосна станція
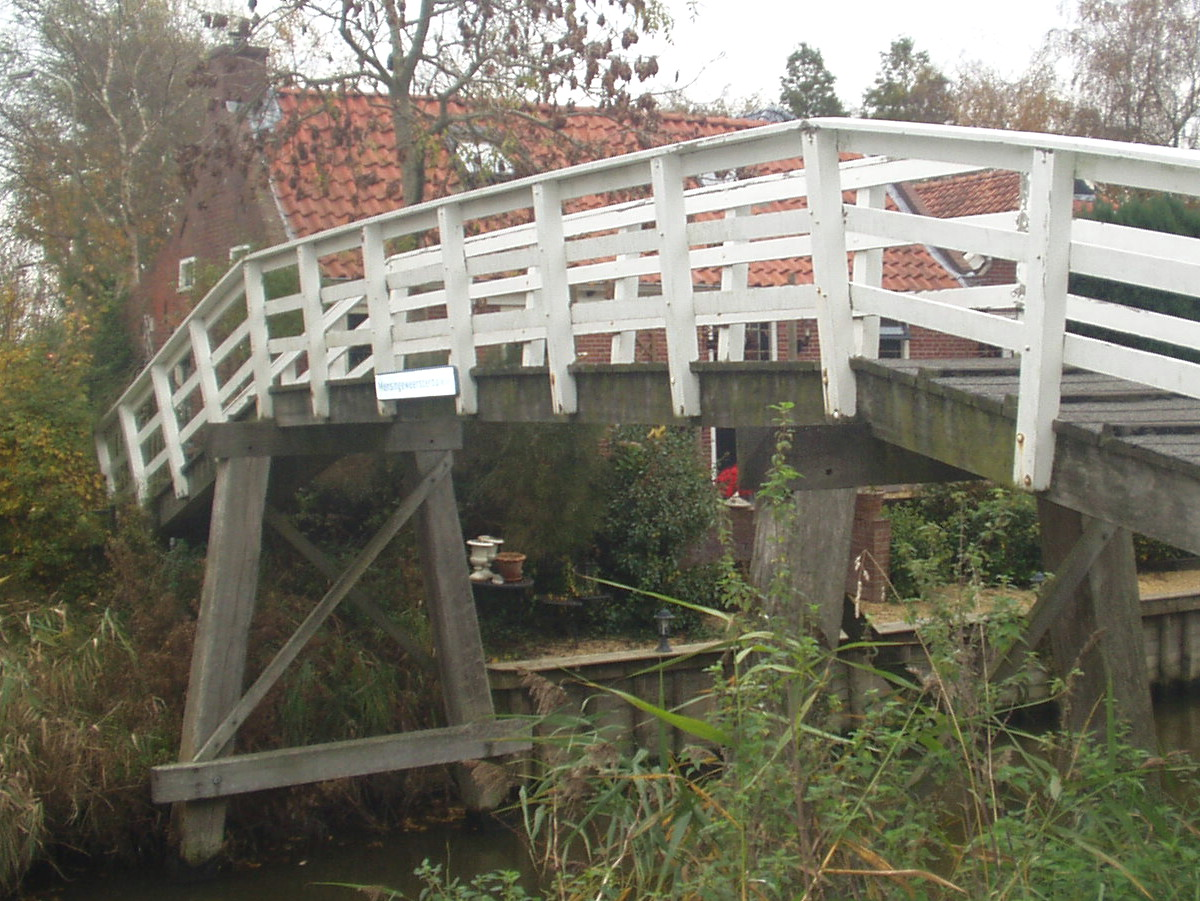
Міст через канал